# Probuzenectví
Probuzenectví (též křesťanské obrození, probuzenecké hnutí, revivalismus) je hnutí uvnitř protestantských církví na základě různorodých směrů reformace, které zdůrazňují obrácení jednotlivce a jeho následný život, v němž se prakticky uskutečňuje křesťanská víra, což má vliv na sociální praxi církve.[zdroj?]

Jednotlivé fáze Probuzenectví, nazývaná Probuzení, jsou období v dějinách církví, při nichž dochází k velkému množství konverzí a k prohloubení křesťanského života věřících, což má vliv na mravní klima dané kultury, v níž se odehrává.[zdroj?]
Etymologicky se český název odvíjí od novozákonního textu Ef 5, 14 (Kral, ČEP):
| „ | Probuď se, kdo spíš, vstaň z mrtvých, a zazáří ti Kristus. | “ |

Probuzeneckým hnutím se podařilo mobilizovat masy zpovrchnělých věřících, ale zároveň jejich negativním rysem je nastartování procesů štěpení církví a vznik nových denominací.
Probuzenectví je typické pro prostředí pietistické a evangelikální.